# 打工換宿
打工換宿，又稱食宿交換。打工換宿是一種透過勞動力或專長交換店家食物與住宿的旅行方式，同時結合工作與旅遊體驗。 目前找尋台灣打工換宿店家的平台為偷玩app （页面存档备份，存于）或各Facebook社團。
台灣「打工換宿」一詞的相關起源，來自於受到國外「打工度假」的影響。其中 Uriely 提到「打工度假」（Working-holiday Tourists）的概念，認為工作活動僅是旅遊經驗裡的一部分，參與者大多選擇從事不同於他們日常工作的工作類型，通常為一些手工勞動、需要運用到既有的知識與技巧的工作，這類休閒活動的工作只是旅遊經驗裡的一部分。
Cohen（1973）的研究提到一個旅遊者在旅行過程中，完全依靠自己在當地生活，旅遊期間會從事臨時性或非例行性的工作，此種旅行方式則稱為打工度假（Working Holiday）。

## 打工換宿起源
早期的研究視旅遊及工作為對立的兩個區塊，將旅遊體驗及日常生活作了清楚的區別，視旅遊的目的為追求陌生及新奇的事物，且認為觀光是沒有工作及擔憂的狀態(Cohen, 1979)。Urry(2002)也指出觀光旅遊為休閒活動，與有計劃、常規的工作為相對的兩面。乍看之下，旅遊與工作似乎不可能同時發生，也沒有重疊的空間，但事實上，研究者在仔細研究遊客的行為後發現，確實有遊客在旅遊時工作，且在遊客的種類中，每個人因個性、嗜好、習慣、居住地的不同，在旅遊的方式的選擇上也大相逕庭。

## 提供工作簽證的國家及地區
- 亞洲： 中華民國（臺灣）、 日本、 大韓民國、 香港、 新加坡、 泰國
- 美洲： 阿根廷、 加拿大、 智利、 乌拉圭、 美国
- 歐洲： 奥地利、 比利时、 捷克、 丹麦、 法國、 德国、 爱尔兰、 義大利、 拉脫維亞、 荷蘭、 挪威、 波蘭、 瑞典、 瑞士、 土耳其、 英国
- 大洋洲： 、 新西兰

### 阿根廷
- 阿根廷工作假期计划[4]提供年龄介于18至30岁（包括18岁和30岁）之间的人士前往阿根廷度假并透過打工弥补其旅游资金。
- 签证允许最多12月的停留，对澳洲，丹麥，法國及紐西蘭公民开放。

### 
- 澳洲假期计划[5]提供年龄介于18至30岁（包括18岁和30岁）之间的人士前往澳洲度假并通过偶尔打工弥补其旅游资金。
- 签证允许从第一次入境开始最多12月的停留，而无论签证持有人是否全部时间都在澳洲。
- 允许从事任何临时性的工作，但是禁止为同一个雇主工作超过六个月。
- 工作假期签证持有人可以学习或参加一个训练课程最多不能超过4个月。
- 任何想要从事医护工作或者教学工作的人需要有一份医学证明。如果申請人在最近5年中连续超过3个月处于高危险的情况，申請人将需要进行一次体检。
- 工作假期签证只对符合资格的人一生發放一次，虽然参加规定的农业工作可能有权得到额外的12个月WHM签证。
- 澳洲与下列国家地區签订了公众假期互惠协定：英国、加拿大、荷兰、日本、爱尔兰、韩国、香港、马耳他、德国、丹麦、瑞典、挪威、芬兰、賽普勒斯、法国、義大利、比利时、爱沙尼亚、台灣，从这些国家来的护照持有人可以申请工作假期签证的417类别。
- 从美国、智利、土耳其、馬來西亞、印尼、泰国和中国来的护照持有人如果受过高等教育，可以申请工作假期签证的462类别[6]。孟加拉已经与澳大利亚签订了一份公众假期签证协定，将会被归类的462类别，此计划2015年9月起正式执行。

### 加拿大
- 澳洲[7]、奥地利、比利时、捷克[8]、芬兰、法国、德国、爱尔兰、義大利、日本、香港、南韩[9]、荷兰，新西兰[10]南非、瑞典、台灣[11]、英国和美国的公民只要有各国满足条件的证明就有资格申请加拿大公众假期签证。
- 大多数国家的年龄限制为18-30岁；捷克，義大利和爱尔兰的公民年龄限制为18-35岁。某些国家的计划要求申请人必须是全职学生，其他的国家则不需要，有些国家还针对学生及非学生有不同的计划。
- 允许的工作种类以及停留的最长时间依各个申请人的国家而不同[12]。

### 德国
澳洲、紐西兰、加拿大、香港、台灣和日本的18至30岁公民可以申请公众假期签证。最长可以停留12个月。可以通过打工赚钱，但是每份工作最长只能在90天内。最初三个月的生活经费需要保证（例如每个月250欧元）。

### 爱尔兰
- 澳洲、紐西蘭、加拿大、香港、台灣和日本的年龄介于18至30岁（包括18岁和30岁）之间的公民有资格申请爱尔兰公众假期签证。
- 申请人必须有足够的资金以保证在假期的最初阶段或者当寻找工作失败时的生活。移民官员可以在其入境爱尔兰是询问其资金保障情况。
- 不允许任何人利用此项计划超过一个假期。

### 日本
- 澳洲、紐西蘭、英国、加拿大、法国、德国、南韩、香港及台灣[13][14]介于18至30岁的公民以及来自爱尔兰的介于18至25岁的公民可以申请公众假期签证。爱尔兰超过25岁的公民在某些情况下可以允许申请此签证[15]。
- 可以给予法国、德国、南韩、爱尔兰以及英国公民一年前签证，但是不允许延期。可以给予澳大利亚公民六个月签证（可以延期两次），新西兰和加拿大公民则可延期一次。

### 香港
- 香港与紐西蘭、澳洲、愛爾蘭、德國、日本、加拿大、南韓、法國、英國、奧地利、匈牙利、瑞典有工作假期协定[16]
- 申请人可以停留最多12个月。

要获得香港工作假期签证需要满足下列条件：
- 持有以上國家所簽發的國民護照且在其国家正常居住生活。
- 主要倾向于在香港度假
- 申请时年龄介于18至30岁
- 在抵达香港时有足够的资金并有回程机票
- 需要購買醫療、全面住院及責任保險

### 荷蘭
- 澳洲、紐西蘭、加拿大介于18至30岁的公民有资格申请[18]。

### 新西兰
- 阿根廷、比利时、加拿大、中国、智利、捷克、丹麦、芬兰、法国、德国、香港、爱尔兰、義大利、日本、南韩、马来西亚、马耳他、墨西哥、荷兰、挪威、新加坡、瑞典、台灣、泰国、英国、美国及乌拉圭的公民有资格申请。
- 各个国家的情况不一。
- 大多数旅行者可以在旅行期间加入一个最多三个月的培训或学习课程。
- 目前打工渡假的國家為紐西蘭和澳洲，每人一生一次的機會，年齡限制是18～滿31歲前
- 每年紐西蘭政府開放600個名額給台灣人去當地打工渡假，因為有限制名額，所以之前都是用抽籤的
- 每年紐西蘭政府開放400個名額給香港人去當地打工渡假

### 挪威
- 澳洲和紐西蘭年龄介于18至30岁（包括18岁和30岁）之间的公民有资格申请一次性挪威工作假期签证。

### 大韓民國（）
- 澳洲、紐西蘭、加拿大、香港、日本和台灣年龄介于18至30岁（包括18岁和30岁）之间的公民有资格申请南韩工作假期签证(H-1 visa)[19][20]。
- 这种签证第一个有效期为6个月，并可以延期6个月。
- 工作假期签证持有人不得从事接待员、舞者、歌手、音乐家、杂技演员以及可能会危及道德及风俗的工作[21]。
- 教授一门与"E-2 语言教学指导签证"条件相同的外语，其申请与批准必须获得首席移民办公室的同意。

### 土耳其
- 土耳其的工作假期计划提供年龄介于18至30岁（包括18岁和30岁）之间的人士在土耳其度假及偶尔打工补贴旅游资金的机会。
- 签证允许最多12月的停留，对澳大利亚公民开放。

### 英国
- 英國邊境總署宣布从2008年秋季开始，部分目前的青年交流计划将会被合并到5级计分制度（Tier 5）：青年交流计划，作为计分制移民系统的一部分，当前的工作假期旅行者计划将会被合并到其他的计划中去：互惠生计划、北美学生英国大学俱乐部、大学新生休学旅行计划，日本：青年交换生计划及助理研究与休学旅行计划[22]。
- 24个月的有效期限是从入境许可证生效的日子开始计算，由入境许可官员设定。无论期间旅行者是否在英国境外旅行，这个期限不能延长也不能暂停。
- 虽然工作假期旅行者可以在英国全职或兼职学习，但是不允许在英国境内转换成学生签证身份或者加入国际毕业生计划(IGS)或是苏格兰招贤纳才计划签证(FTWiSS)。工作假期旅行者想要在英国作为学生或利用IGS、FTWiSS延长其停留时间必须返回其祖国申请相应的入境许可证。

### 美国
- 美國提供的打工簽證名稱是 暑期打工旅遊計畫[23]，英文為 WAT Program(Work and Travel Program)
- 此計畫和其他國家所提供的打工不同，只提供18-28(29?)歲在學學生申請(含應屆畢業生)，時間從 暑假開始，(通常)為期最長4個月的工作時間(6/1-9/30)，外加1個月的合法國內旅遊
- 此計畫只能透過代辦機構申請，但因發出的 J-1簽證(exchange visitor Visas)是政府所核發，合作的雇主為合法的，較無黑工情形發生。
- 另外有兩種則為 美國企業實習計畫(USA Internship Program)和企業訓練計畫(Practical Training Program)，依不同學校和不同機構提供方案的差異，資格、實習地點和能否在當地旅遊也各有差異[24][25][26]。

### 中華民國（臺灣）
| 國家         | 國家（原名）                                                                       | 簽定日期 | 名額       | 年限                |
| ------------ | ---------------------------------------------------------------------------------- | -------- | ---------- | ------------------- |
|              | Commonwealth of Australia                                                          | 2004年   | 無名額限制 | 1年，可延第2年，e簽 |
| 新西兰       | New Zealand                                                                        | 2004年   | 600人      | 1年，e簽            |
| 日本         | 日本国                                                                             | 2009年   | 5000人     | 1年，分2梯次        |
| 加拿大       | Canada（英語） Canada（法語）                                                      | 2010年   | 1000人     | 1年，分3種          |
| 德国         | Bundesrepublik Deutschland                                                         | 2010年   | 200人      | 1年                 |
| 大韓民國（） | 대한민국（韓語） 大韓民國（韓語漢字）                                              | 2010年   | 400人      | 1年，簽證免費       |
| 英国         | United Kingdom of Great Britain and Northern Ireland                               | 2012年   | 1000人     | 2年                 |
| 爱尔兰       | Republic of Ireland（英語） Poblacht na hÉireann（愛爾蘭語）                       | 2013年   | 400人      | 1年                 |
| 比利时       | Koninkrijk België（荷蘭語） Royaume de Belgique（法語） Königreich Belgien（德語） | 2013年   | 200人      | 1年                 |
| 匈牙利       | Magyarország                                                                       | 2014年   | 100人      | 1年                 |
| 斯洛伐克     | Slovenská republika                                                                | 2014年   | 100人      | 1年                 |
| 波蘭         | Rzeczpospolita Polska                                                              | 2014年   | 200人      | 1年                 |
| 奥地利       | Republik Österreich                                                                | 2015年   | 50人       | 6個月               |
| 捷克         | Česká republika                                                                    | 2016年   | 100人      | 1年                 |
| 法國         | République française                                                               | 2016年   | 500人      | 1年                 |

## 打工換宿工作時間
法規規定是8-10小時以內

## 打工換宿網站
台灣：偷玩 免費的打工換宿app www.towan.tw （页面存档备份，存于）
台灣：KiTaiwan - 打工換宿遊台灣
各國：HelpX          https://www.helpx.net/ （页面存档备份，存于）
Workaway   https://www.workaway.info/ （页面存档备份，存于）
WWOOF      http://wwoof.net/ （页面存档备份，存于）